# Turecká rallye 2003
Turecká rallye 2003 byla třetí soutěží mistrovství světa v rallye 2003. Soutěž byla pořádána ve dnech 27. února až 3. března na šotolinovém povrchu. Současně zde startovali i jezdci šampionátu JWRC. Vítězem se stal Carlos Sainz na voze Citroën Xsara WRC. 

## Průběh soutěže
První test vyhrál Marcus Grönholm na voze Peugeot 206 WRC. Ve druhé zkoušce se dařilo zejména mladším jezdcům. Do vedení se posunul Petter Solberg, druhý byl Harri Rovanperä, třetí Pykälistö, čtvrtý Gilles Panizzi, pátý Mikko Hirvonen a šestý Markko Märtin. Po třetím testu uhájil Solberg vedení, ale na druhou pozici se posunul Tommi Mäkinen. Změna postihla všechny pozice, když třetí byl Francois Duval, čtvrtý Colin McRae a pátý Armin Schwarz. Grönholm se propadl po problémech s posilovačem na jedenácté místo. Märtin mě poruchu převodovky a ta ho odsunula na šestnáctou pozici. Po testu navíc odstupuje Sebastien Loeb. Ze soutěže musí odstoupit i Solberg, který poškodil podvozek a nepodařilo se mu dojet do cíle zkoušky a Hirvonen, který havaruroval. Ve vedení je Rovanperä před Schwarzem, který zajel druhý nejrychlejší čas, a Sainzem. Čtvrtý je Mäkinen, pátý Duval a šestý Panizzi. Po jezdecké chybě je sedmý McRae. za ním je pořadí Richard Burns, Freddy Loix, Toni Gardemeister a Didier Auriol. Technické problémy vyřešil Märtin, který vyhrál pátý test. Naopak kvůli špatnému výfuku se Schwarz propadl na sedmé místo. V posledním testu zaútočil Sainz a vybojoval průběžně druhé místo před Duvalem, Mäkinenem a Panizzim. 
Do druhé etapy nemohl odstartovat Auriol s vozem Škoda Octavia WRC. Po havárii odstupuje i Schwarz. Rovanperä držel první místo. O druhé bojovali Sainz s Duvalem. Duval nakonec Sainzovi podlehl a propadl se až za Mäkinena. Za nimi bylo pořadí Burns, Panizzi, McRae, Loix a Gardemeister. Následující test vyhrál Grönholm a posunul se na dvanácté místo. V desátém testu havarovali Rovanperä a Mäkinen. Do čela se tak posunul Sainz před burnsem a Duvalem. Za nimi byli Panizzi, McRae, Mäkinen, Gardemeister a Loix. Loixe, Rovanperu a Mäkinena postihly technické problémy. Na konci etapy tak je pořadí Sainz, Burns, duval, McRae, Panizzi, Gardemeister, Märtin a Mäkinen. 
Ve třetí etapě se Märtin snažil dotáhnout na Gardemeistera. Nakonec se mu povedlo jezdce týmu Škoda Motorsport porazit. poslední dva testy vyhrál Grönholm, který se posunul na devátou pozici. Jinak většina jezdců spíše udržovala své pozice.

## Výsledky
1. Carlos Sainz – Citroen Xsara WRC
2. Richard Burns – Peugeot 206 WRC
3. Francois Duval – Ford Focus RS WRC
4. Colin McRae – Citroen Xsara WRC
5. Gilles Panizzi – Peugeot 206 WRC
6. Markko Märtin – Ford Focus RS WRC
7. Toni Gardemeister – Škoda Octavia WRC
8. Tommi Mäkinen – Subaru Impreza WRC
9. Marcus Grönholm – Peugeot 206 WRC
10. Freddy Loix – Hyundai Accent WRC

## Průběžné pořadí

### Jezdci
1. R. Burns – 18 bodů
2. C. McRae – 17 bodů
3. C. Sainz – 16 bodů
4. M. Martin – 13 bodů
5. S. Loeb – 12 bodů
6. M. Grönholm – 10 bodů

### Týmy
1. Citroën Sport – 39 bodů
2. Peugeot Sport – 31 bodů
3. Ford M-Sport – 25 bodů
4. Subaru World Rally Team – 13 bodů
5. Škoda Motorsport – 6 bodů
6. Hyundai World Rally Team – 3 body